# Boston Transit Commission Building
El edificio de la Comisión de Tránsito de Boston es un edificio de oficinas histórico en 15 Beacon Street en Boston, Massachusetts. Sirvió como sede de la Comisión de Tránsito de Boston, la primera agencia de transporte público del país, que fue responsable de la creación inicial del sistema de metro de Boston, ahora operado por el sucesor de la comisión, la Autoridad de Transporte de la Bahía de Massachusetts (MBTA).

## Historia
E Beaux Arts o Renacimiento clásico de diez pisos fue diseñado por William Gibbons Preston y construido en 1903–04 en el sitio de la mansión construida en 1722 del comerciante Edward Bromfield.
La comisión ocupó el edificio hasta que dejó de existir en 1916. La ciudad tomó la propiedad en 1920 por dominio eminente y la usó para albergar al Comité Escolar de Boston . La ciudad lo vendió en 1998 y se convertio en el XV Beacon, un hotel de lujo de 63 habitaciones  que es miembro de Historic Hotels of America. Cuenta con obras de arte de Jules Olitski, Gilbert Stuart, Maggi Brown, Martha Lloyd, Joe Greene, Tony Evanko, Ben Freeman y otros.
Fue incluido en el Registro Nacional de Lugares Históricos en 2007.